# Peckham Rye (stacja kolejowa)
Peckham Rye – stacja kolejowa w Londynie, na terenie gminy Southwark w dzielnicy Peckham, położona w drugiej strefie biletowej Londynu. Nazwa pochodzi od położonego nieopodal parku Peckham Rye. Stacja została otworzona w 1865 roku jako przystanek na nieistniejącej już linii kolejowej London, Chatham and Dover Railway. Rok później zaczęła obsługiwać pociągi firmy London, Brighton and South Coast Railway, która również zakończyła działalność w latach 20. XX wieku. Obecnie na stacji zatrzymują się pociągi National Rail i London Overground.

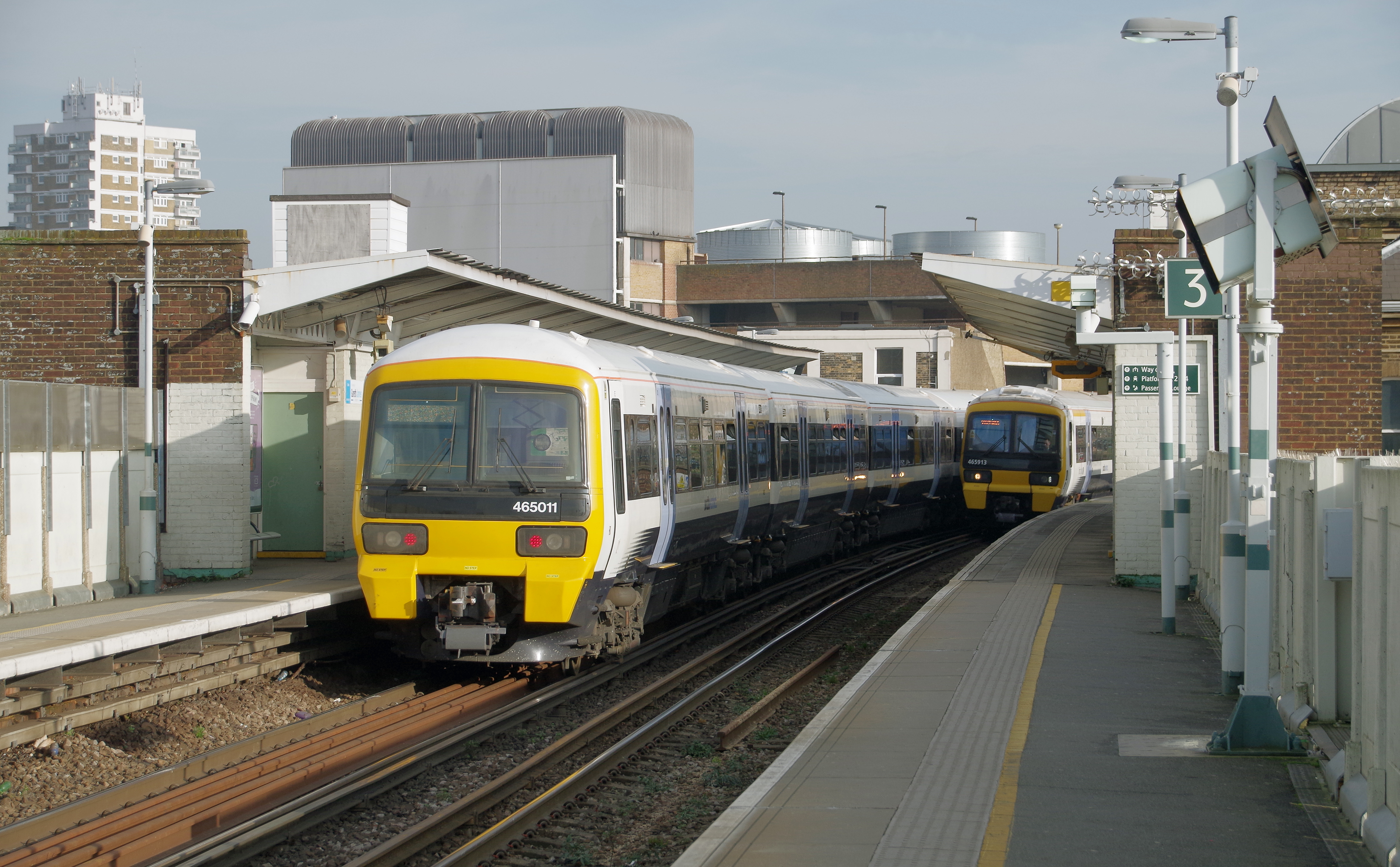
Perony 4 i 3 na stacji Peckham Rye, 2014

Budynek utrzymany jest w stylu włoskiej i francuskiej architektury renesansowej, a zaprojektował go architekt Charles Henry Driver, który odpowiadał również za wygląd pobliskich stacji Denmark Hill i Battersea Park. W 2008 roku budynek został uznany za zabytek II klasy przez organizację English Heritage. W roku 2009 zainstalowano na stacji bramki biletowe, a rok później poddano budynek renowacji. W grudniu 2012 stacja rozpoczęła obsługę pociągów London Overground jako przystanek na nowo otwartym odcinku tej sieci.